# Flicorno baritono
Il flicorno baritono o bombardino è uno strumento musicale intonato in Si♭ appartenente alla famiglia degli ottoni (musica) e alla sottofamiglia dei flicorni, suonato tramite tre o quattro pistoni o cilindri. È uno strumento molto simile al flicorno tenore e con questo spesso confuso, anche il fatto che nei paesi di lingua anglosassone (ma non negli Stati Uniti) il flicorno tenore viene impropriamente chiamato "baritone horn". Effettivamente flicorno baritono e tenore hanno un canneggio di eguale lunghezza (2,62 metri), ma il baritono ha diametro maggiore ed un canneggio maggiormente conico.
Il baritono viene costruito sia in forma verticale (più squadrata, con la campana rivolta verso l'alto) sia, soprattutto negli stati dell'Europa centro-orientale,  in forma "ovale" ("boema"), più tondeggiante, con la campana rivolta di lato). Esiste anche una versione con la campana frontale ("Bellfront"), originaria dai paesi dell'Europa occidentale (Francia, Belgio, Paesi Bassi, Lussemburgo, Spagna, Portogallo e soprattutto Gran Bretagna).

## Tecnica
Come la tromba e tutti i moderni ottoni, il flicorno baritono suona quando l'esecutore mette in vibrazione le labbra all'interno del bocchino, creando una colonna d'aria vibrante che percorrendo il tubo conico produce il suono. Modulando l'emissione possono essere prodotte diverse note. 
Normalmente un flicorno tenore ha 3 pistoni: quando è premuto ogni pistone incrementa la lunghezza totale della colonna d'aria, dirottando il flusso attraverso dei canneggi supplementari e abbassando la nota, permettendo così l'esecuzione dell'intera scala cromatica. Ogni pistone aggiunge una lunghezza differente allo strumento. Il risultato è che il primo pistone abbassa la nota di un tono; il secondo di mezzo tono; il terzo di un tono e mezzo (come se si premessero i due primi pistoni).

## Differenze tra flicorno baritono e tenore
La principale differenza tra flicorno baritono e tenore sta nel diametro del canneggio, che nel baritono è molto più grande e maggiormente conico. Grazie a ciò con il baritono è più facile suonare note basse e note pedale ed il suo suono nel basso registro è più pieno e più morbido rispetto a quello del tenore. Da parte sua il tenore è più agile negli acuti ed ha un'intonazione più stabile del baritono.
Spesso il baritono dispone di 4 (a volte 5) pistoni (o cilindri): il cilindro aggiuntivo non solo permette una migliore intonazione di alcune note (Do e Fa con 4 anziché 1+3, Si e Mi con 2+4 anziché 1+2+3), ma funge anche da ritorta, abbassandone l'intonazione di una quarta. Esistono tuttavia anche tenori con 4 pistoni (o cilindri).
Normalmente le parti per il flicorno tenore sono scritte in chiave di violino mentre quelle per baritono in chiave di basso. Ma si possono trovare anche parti per tenore scritte in chiave di basso e parti per baritono scritte in chiave di violino.
Nel coro di tromboni solitamente il flicorno baritono sta tra i bassi ed il tenore tra i tenori: in questo caso le parti sono solitamente scritte in chiave di basso per entrambi gli strumenti.

## Impiego del flicorno baritono
In passato il flicorno baritono era tenuto distinto dalle tre voci di flicorno tenore. Attualmente invece nelle orchestre di fiati si rinuncia sempre di più ai secondi e terzi flicorni tenori, impiegando esclusivamente un baritono ed un tenore. In aggiunta, nelle moderne partiture americane ed europee dell'ovest molto spesso è prevista una sola voce comune per flicorno tenore e baritono, con la differenza che una viene scritta in chiave di violino e l'altra in chiave di basso.
In generale nelle nuove opere la tendenza è di passare dal flicorno tenore al baritono, al quale viene affidato anche il registro di tenore.
Raramente il baritono trova impiego anche nella musica sinfonica, dato che in questo contesto il registro tenorile viene affidato ai corni (più raramente alle tube wagneriane). Esempi di impiego del baritono sono la settima sinfonia di Mahler nonché le colonne sonore di John Williams per il film Jurassic Park o Toy Story.
Nella musica tradizionale (specialmente marce e polka) i flicorni tenori e baritoni sono invece ancora molto utilizzati, con il baritono sovente a fare una parte omofona a quella del tenore.
Nelle orchestre di fiati il flicorno baritono viene impiegato anche per sostituire il fagotto. Assieme alla sezione di clarinetti conferisce a tali formazioni il loro timbro caratteristico, occupandosi delle parti che in orchestra sono affidate dagli archi.